# Parasmittina paradicei
Parasmittina paradicei är en mossdjursart som först beskrevs av Livingstone 1926.  Parasmittina paradicei ingår i släktet Parasmittina och familjen Smittinidae. Inga underarter finns listade i Catalogue of Life.